# Pfarrkirche Pyhra in Gnadendorf

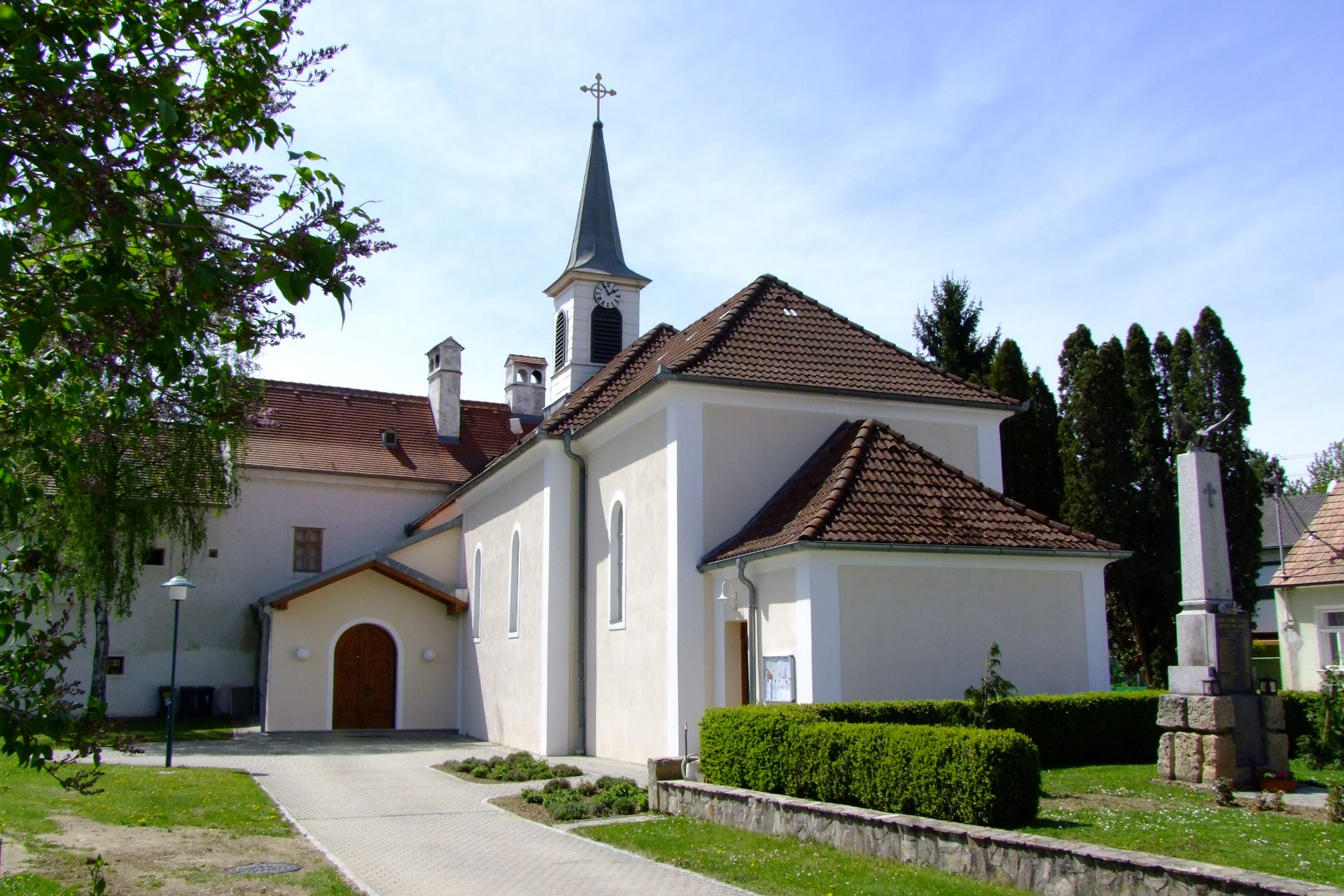
Katholische Pfarrkirche hl. Leib Christi Pyhra in Gnadendorf

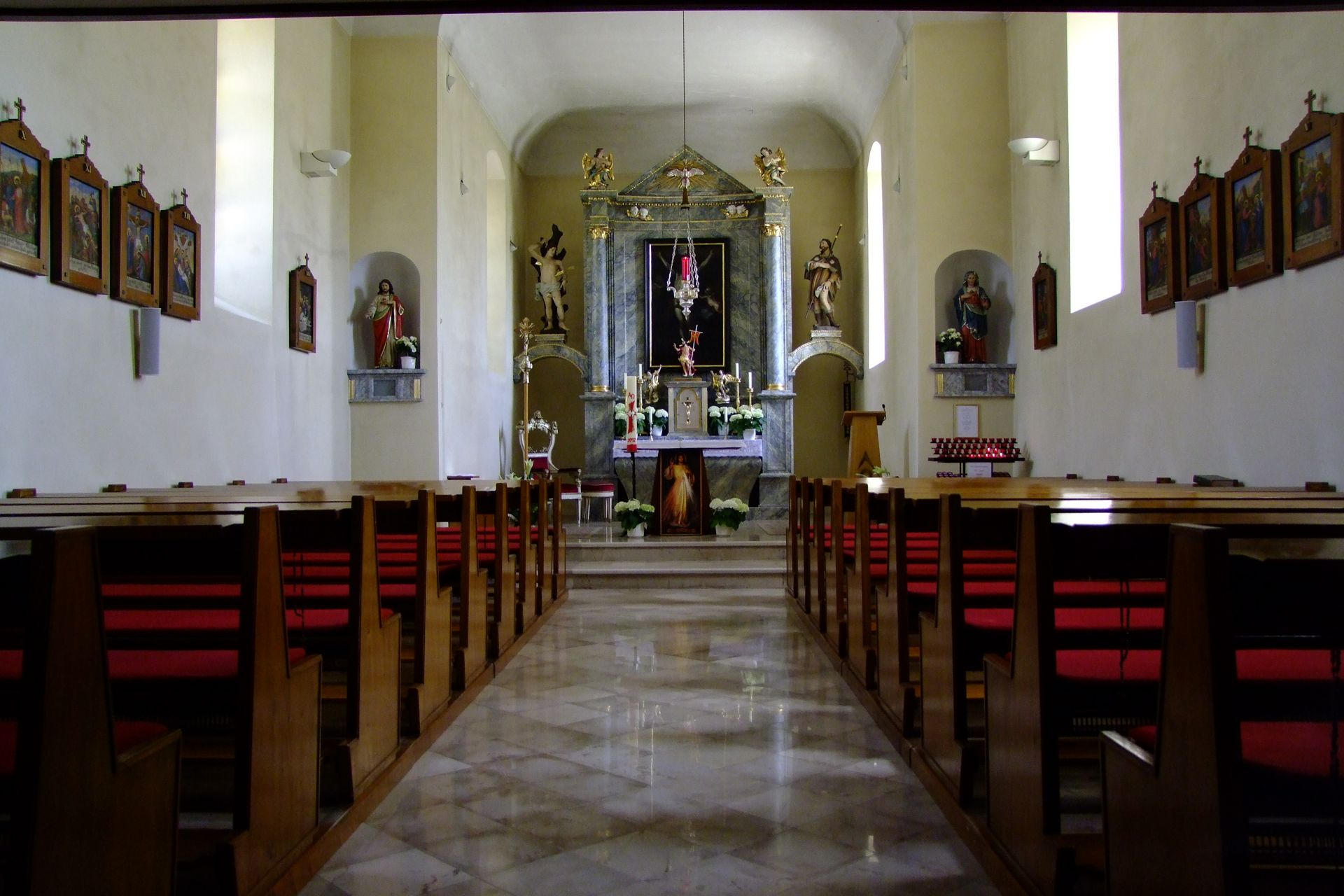
Langhaus, Blick zum Chor

Die römisch-katholische Pfarrkirche Pyhra in Gnadendorf steht parallel zur Durchgangsstraße in der Ortschaft Pyhra in der Gemeinde Gnadendorf im Bezirk Mistelbach in Niederösterreich. Die dem Patrozinium des hl. Leib Christi (Corpus Christi) unterstellte Pfarrkirche gehört zum Dekanat Stockerau im Vikariat Unter dem Manhartsberg der Erzdiözese Wien. Bis 1. September 2016 gehörte sie zum Dekanat Ernstbrunn. Die Kirche steht unter Denkmalschutz (Listeneintrag).

## Geschichte
Um 1429 Vikariat wurde 1724 die Pfarre gegründet.

## Architektur
Die Kirche ist baulich mit einer neuen Vorhalle mit dem ehemaligen Pfarrhof verbunden.
Der barocke Saalbau mit einem Rechteckchor hat östlich einen Sakristeianbau. Das gering geneigte Satteldach trägt einen Dachreiter aus dem 19. Jahrhundert. Die Fassaden zeigen Rundbogenfenster.

## Einrichtung
Der Altar zeigt das Ölbild Letztes Abendmahl aus dem 19. Jahrhundert. Es gibt die Konsolfiguren der Heiligen Sebastian und Rochus.
Die Orgel baute Franz Ullmann 1845.